# Non ho paura (Oliver Green, Olly e Jvli)
Non ho paura è un singolo dei cantanti italiani Oliver Green e Olly e del produttore discografico italiano Jvli, pubblicato il 29 aprile 2021.

## Descrizione
Il brano, scritto dagli stessi Oliver Green e Olly, è prodotto da Julien Boverod, in arte Jvli.

## Video musicale
Il video musicale, diretto da Mattia Di Tella, è stato pubblicato il 4 maggio 2021 attraverso il canale YouTube della Iskido Gang.

## Tracce
Testi di Federico Olivieri e Federico Ceron, musiche di Julien Boverod.
1. Non ho paura – 2:38